# Premier tax free
Premier Tax Free 是隶属于Fintrax Group旗下的金融服务公司，其主要业务为动态货币转换，信用卡支付系统，和购物退税服务（Tax Free Shopping）。Premier Tax Free公司致力于为国际旅客，跨国零售集团，酒店以及银行提供服务。
Premier Tax Free全球总部坐落于爱尔兰，英国和巴黎为区域总部，在全球30个国家运营并设有办公地点。

## 公司记要
1985年以Cashback Ltd的名字成立于Ireland第三大城市，有爱尔兰美丽之都的戈尔韦, 公司主要业务是为来到欧洲的全球游客提供增值税退税服务————根据欧盟的相关法律，任何非欧盟居民在对在欧盟境内购买并个人携带出境的商品都可以申请退回已付的增值税。
在1993至199年期间，公司在欧洲迅速扩张，在进入法国后，又陆续延伸至英国，意大利，瑞士，西班牙，奥地利，比利时，荷兰，德国以及波兰。
2000年，公司推出了动态货币转换服务 dynamic currency conversion，并将业务拓展至澳大利亚和加拿大。
2002年，Premier Tax Free作为商标和注册名称被使用。公司业务也在同时拓展至捷克，约旦，新加坡，新西兰，丹麦，葡萄牙，墨西哥，匈牙利，摩洛哥以及瑞典。
2009年，Premier Tax Free 凭借为英国著名百货公司提供的系统获得了“年度最佳零售收银系统”
2011年，Premier Tax Free通过在奢侈品牌 Hugo Boss 店中使用自动POS系统，免税购物交易量提高了150% 。
2012年，在成功的拓展乌拉圭，希腊和阿根廷市场后，前总裁Gerard Barry将Fintrax集团包括Premier Tax Free以1.7亿欧元出售给了私募集团Exponent。
2013年，Premier Tax Free 与世界第三大退税公司 Tax Free Worldwide并购，合并后的公司为全世界15万家商户提供服务。